# Campionato mondiale maschile di pallamano 1967
Il 6º Campionato mondiale maschile di pallamano si è svolto dal 12 al 21 gennaio 1967 in Svezia e ha visto la vittoria della Cecoslovacchia, al suo primo titolo.

## Risultati

### Finale
| 1967, ore UTC+1 | Cecoslovacchia | 14 – 11 | Danimarca |  |